# Segunda dama o segundo caballero de los Estados Unidos
El título de segunda dama de los Estados Unidos (en inglés: Second Lady of the United States; acrónimo: SLOTUS) o segundo caballero de los Estados Unidos (en inglés: Second Gentleman of the United States; acrónimo: SGOTUS) es un cargo protocolar que se le otorga a la cónyuge del vicepresidente de los Estados Unidos.
La participación en público de dicho título protocolar, se ha desarrollado desde principios del siglo XXI, ya que a pesar de que el título, estuvo desde los inicios de los Estados Unidos, siendo su primer titular Abigail Adams, no fue hasta dicho siglo, que la segunda dama empezó a participar en actos y atraer la atención de los medios.
La actual segunda dama es Usha Vance, esposa de J. D. Vance. Vive junto al vicepresidente en el «Number One Observatory Circle» (Rotonda del Observatorio Número 1, en español), que es la residencia oficial del vicepresidente, así como la Casa Blanca, lo es la del presidente.

## Lista de segundas damas y segundos caballeros

### SigloXVIII
| - Abigail Adams, esposa de John Adams (1789-1797) | - Vacante: Thomas Jefferson (1797-1801) era viudo. |

### SigloXIX
| - Vacante: Aaron Burr (1801-1805) era viudo. - Vacante: George Clinton (1805-1813) era viudo. - Ann Gerry, esposa de Elbridge Gerry (1813-1814) - Hannah Tompkins, esposa de Daniel D. Tompkins (1817-1825) - Floride Calhoun, esposa de John C. Calhoun (1825-1832) - Vacante: Martin Van Buren (1833-1837) era viudo. - Vacante: Richard Mentor Johnson (1837-1841) no estaba casado. - Letitia Christian Tyler, esposa de John Tyler (1841) - Sophia Dallas, esposa de George M. Dallas (1845-1849) - Abigail Fillmore, esposa de Millard Fillmore (1849-1850) - Vacante: William R. King (1853) no estaba casado. | - Mary Cyrene Burch Breckinridge, esposa de John C. Breckinridge (1857-1861) - Ellen Vesta Emery Hamlin, esposa de Hannibal Hamlin (1861-1865) - Eliza McCardle Johnson, esposa de Andrew Johnson (1865–1869) - Ellen Maria Colfax, esposa de Schuyler Colfax (1869-1873) - Vacante: Henry Wilson (1873-1875) era viudo. - Vacante: William A. Wheeler (1877-1881) era viudo. - Vacante: Chester A. Arthur (1881) era viudo. - Eliza Hendricks, esposa de Thomas A. Hendricks (1885) - Anna Morton, esposa de Levi P. Morton (1889-1893) - Letitia Stevenson, esposa de Adlai E. Stevenson (1893–1897) - Jennie Tuttle Hobart, esposa de Garret Hobart (1897-1899) |

### SigloXX
| - Edith Roosevelt, esposa de Theodore Roosevelt (1901) - Cornelia Cole Fairbanks, esposa de Charles W. Fairbanks (1905-1909) - Carrie Babcock Sherman, esposa de James S. Sherman (1909-1912) - Lois Irene Marshall, esposa de Thomas R. Marshall (1913-1921) - Grace Coolidge, esposa de Calvin Coolidge (1921-1923) - Caro Dawes, esposa de Charles G. Dawes (1925-1929) - Vacante: Charles Curtis (1929-1933) era viudo. - Mariette Rheiner Garner, esposa de John Nance Garner (1933-1941) - Ilo Wallace, esposa de Henry A. Wallace (1941-1945) - Bess Truman, esposa de Harry S. Truman (1945) - Jane Hadley Barkley, esposa de Alben Barkley (1949-1953) | - Pat Nixon, esposa de Richard Nixon (1953-1961) - Lady Bird Johnson, esposa de Lyndon Johnson (1961-1963) - Muriel Humphrey, esposa de Hubert Humphrey (1965-1969) - Judy Agnew, esposa de Spiro Agnew (1969-1973) - Betty Ford, esposa de Gerald Ford (1973-1974) - Happy Rockefeller, esposa de Nelson Rockefeller (1974-1977) - Joan Mondale, esposa de Walter Mondale (1977-1981) - Barbara Bush, esposa de George H. W. Bush (1981-1989) - Marilyn Quayle, esposa de Dan Quayle (1989-1993) - Tipper Gore, esposa de Al Gore (1993-2001) |

### SigloXXI
- Lynne Cheney, esposa de Dick Cheney (2001-2009)
- Jill Biden, esposa de Joe Biden (2009-2017)
- Karen Pence, esposa de Mike Pence (2017-2021)
- Douglas Emhoff, esposo de Kamala Harris (2021-2025)
- Usha Vance, esposa de J.D. Vance (2025-Act.)

## Galería

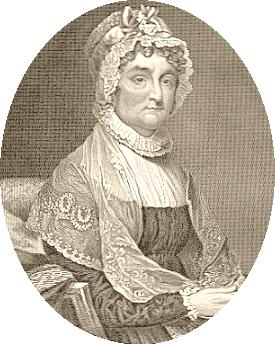
Abigail Adams, esposa de John Adams, fue la primera segunda dama y la primera en luego ser primera dama.
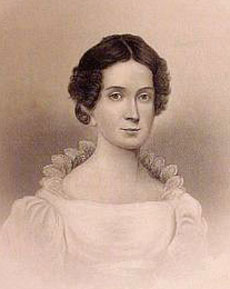
Letitia Christian Tyler, esposa de John Tyler, fue la segunda segunda dama en ascender a primera dama tras la muerte del presidente.
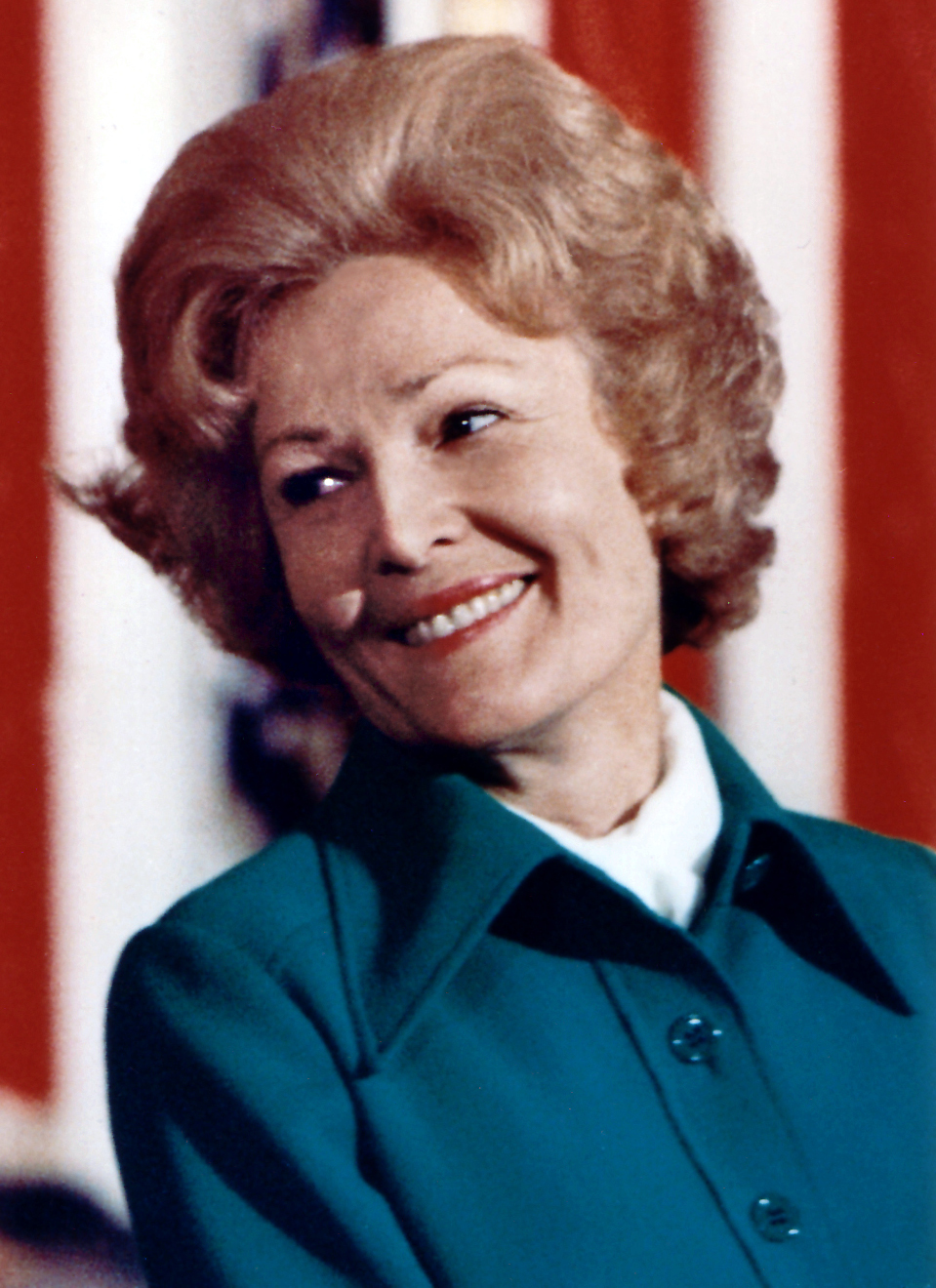
Pat Nixon, esposa de Richard Nixon. También fue primera dama.
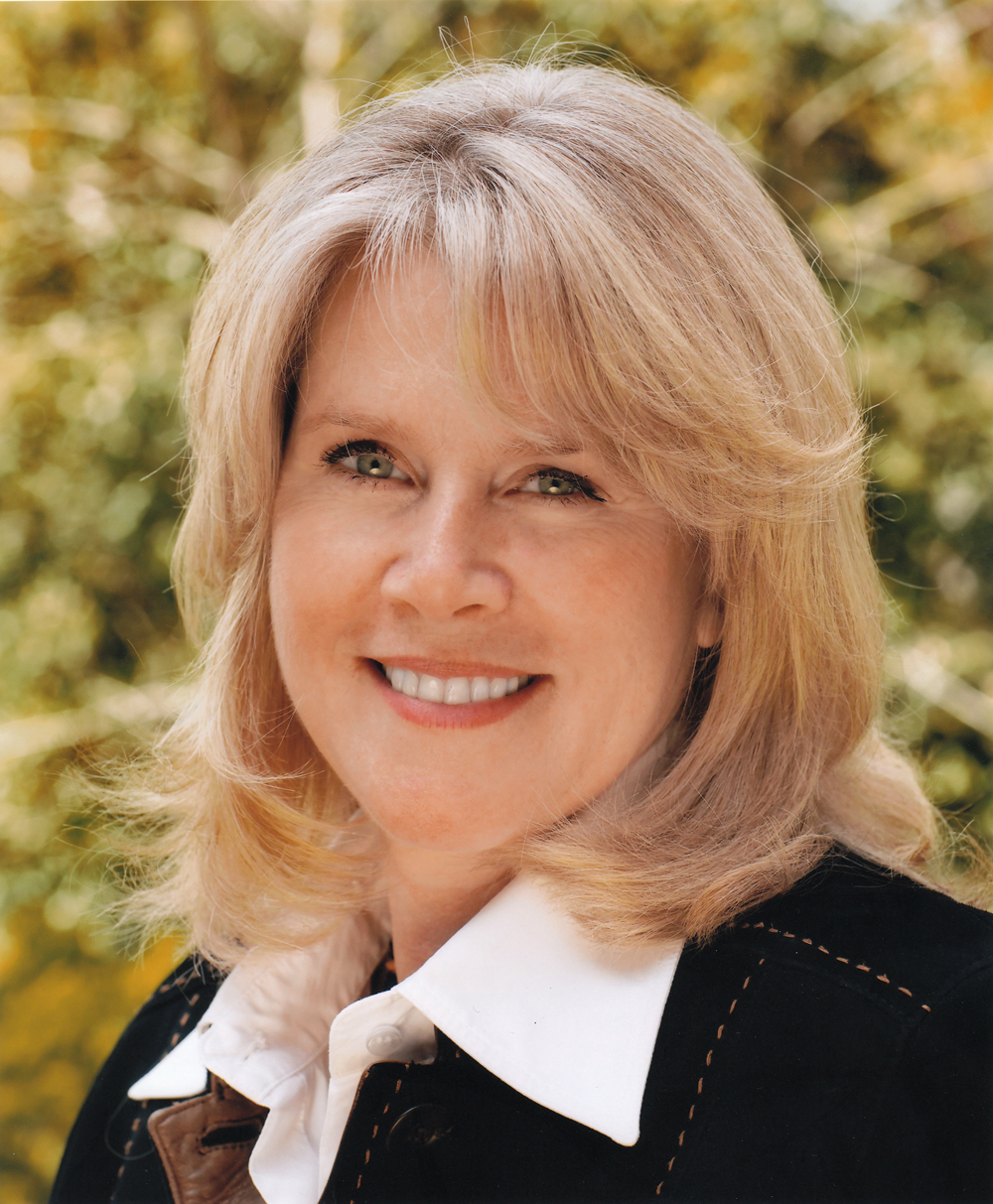
Tipper Gore, esposa de Al Gore.
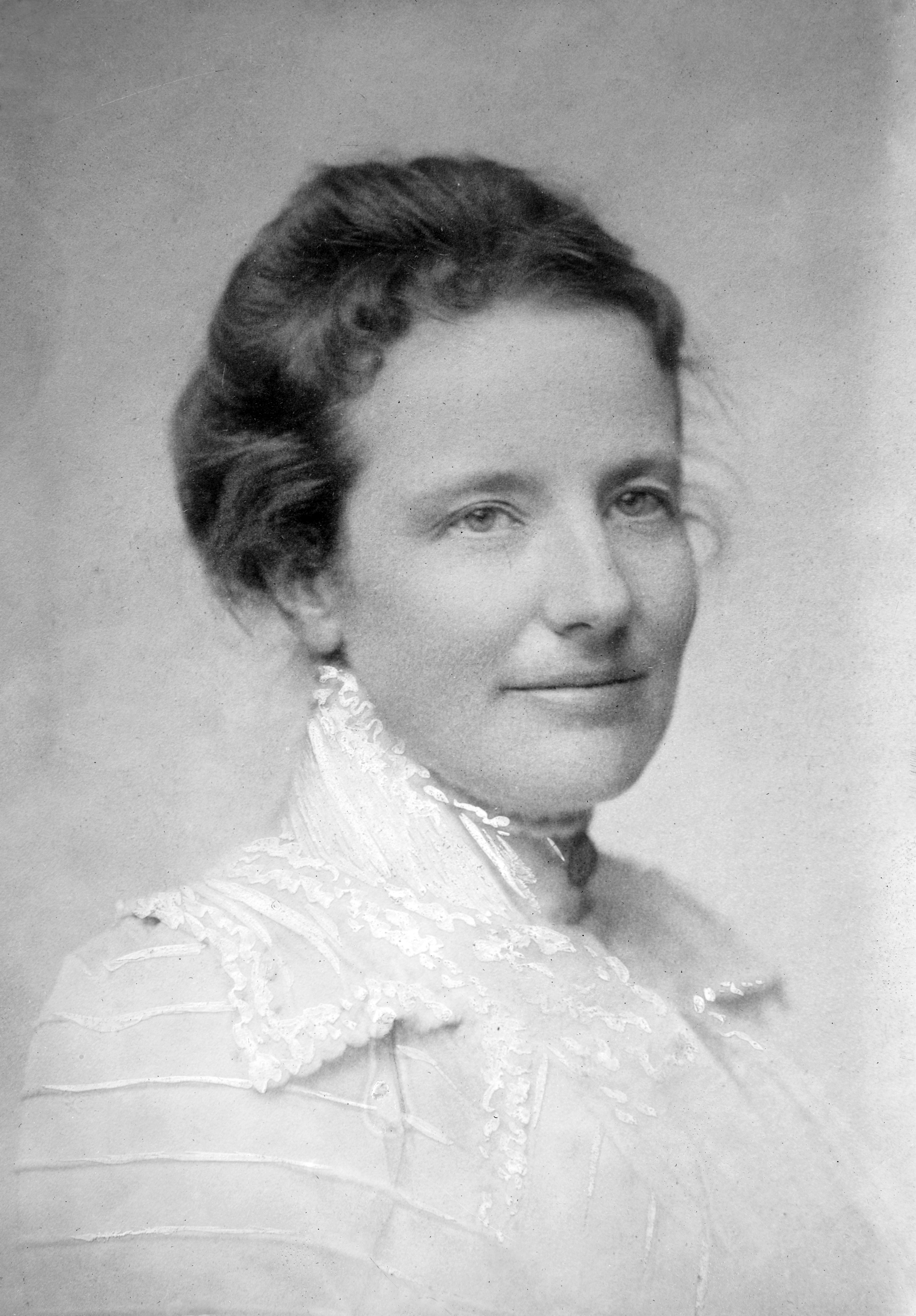
Edith Roosevelt, esposa de Theodore Roosevelt. Luego fue primera dama.
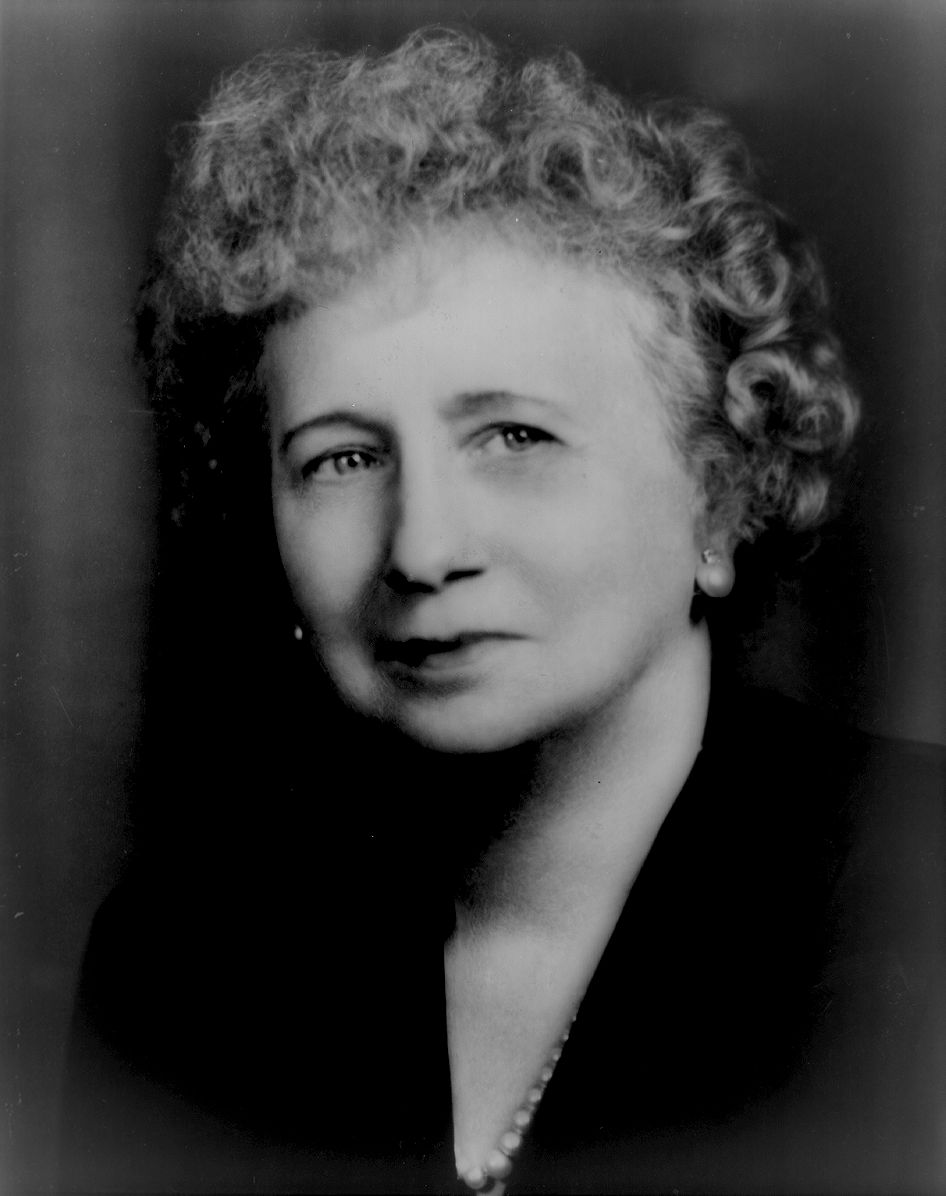
Bess Truman, esposa de Harry S. Truman. También fue primera dama.
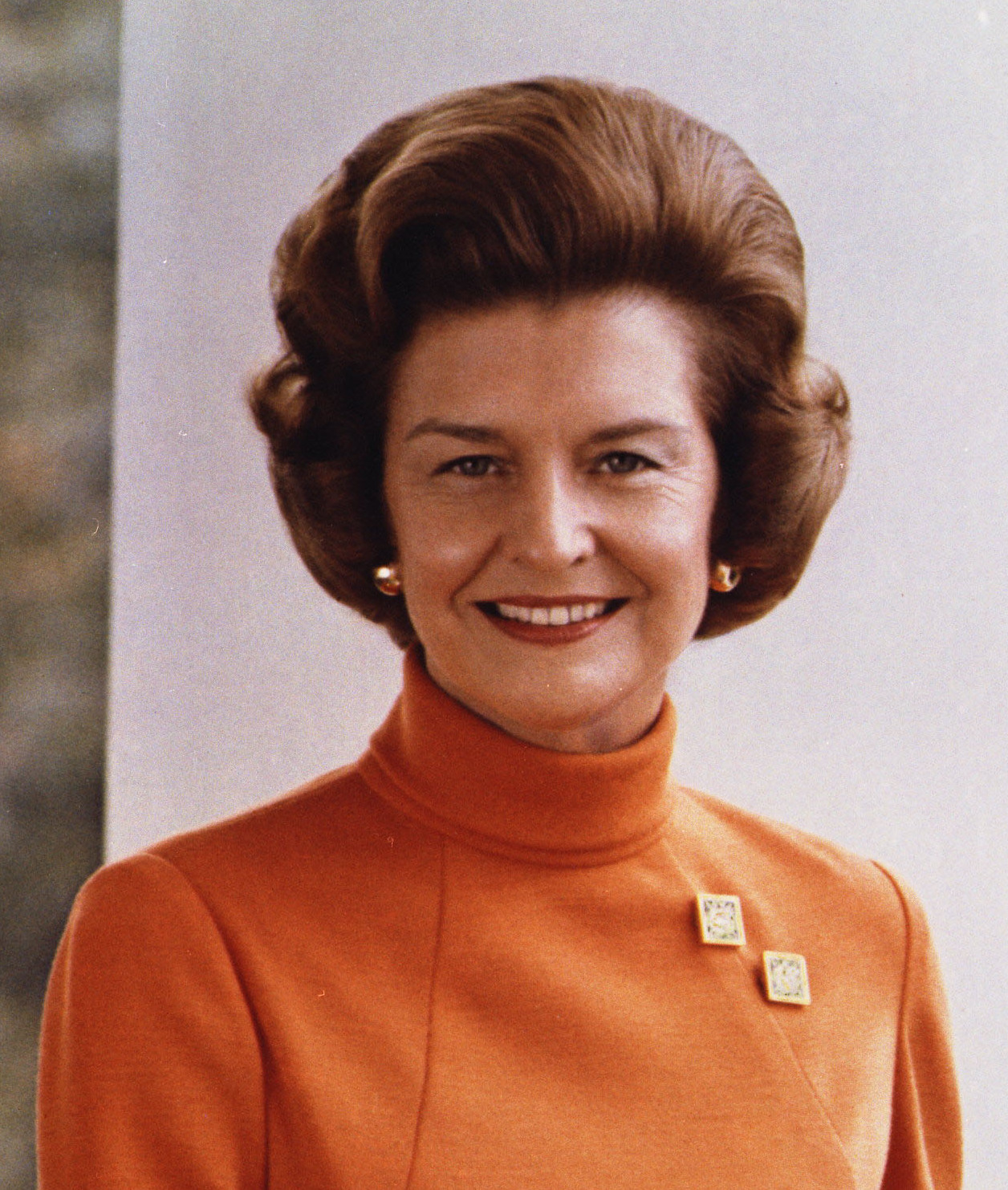
Betty Ford, esposa de Gerald Ford. También fue primera dama.
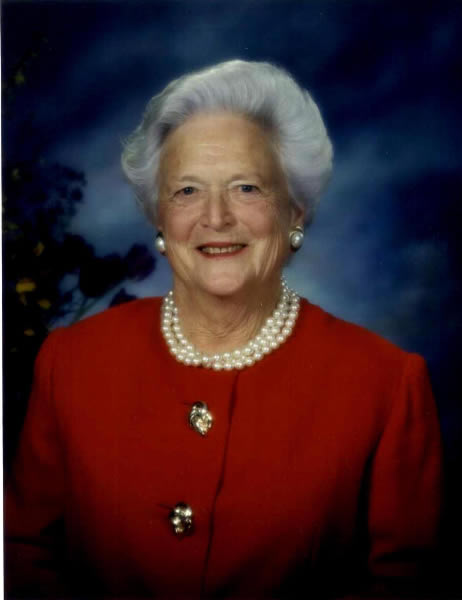
Barbara Bush, esposa de George H. W. Bush. También fue primera dama.
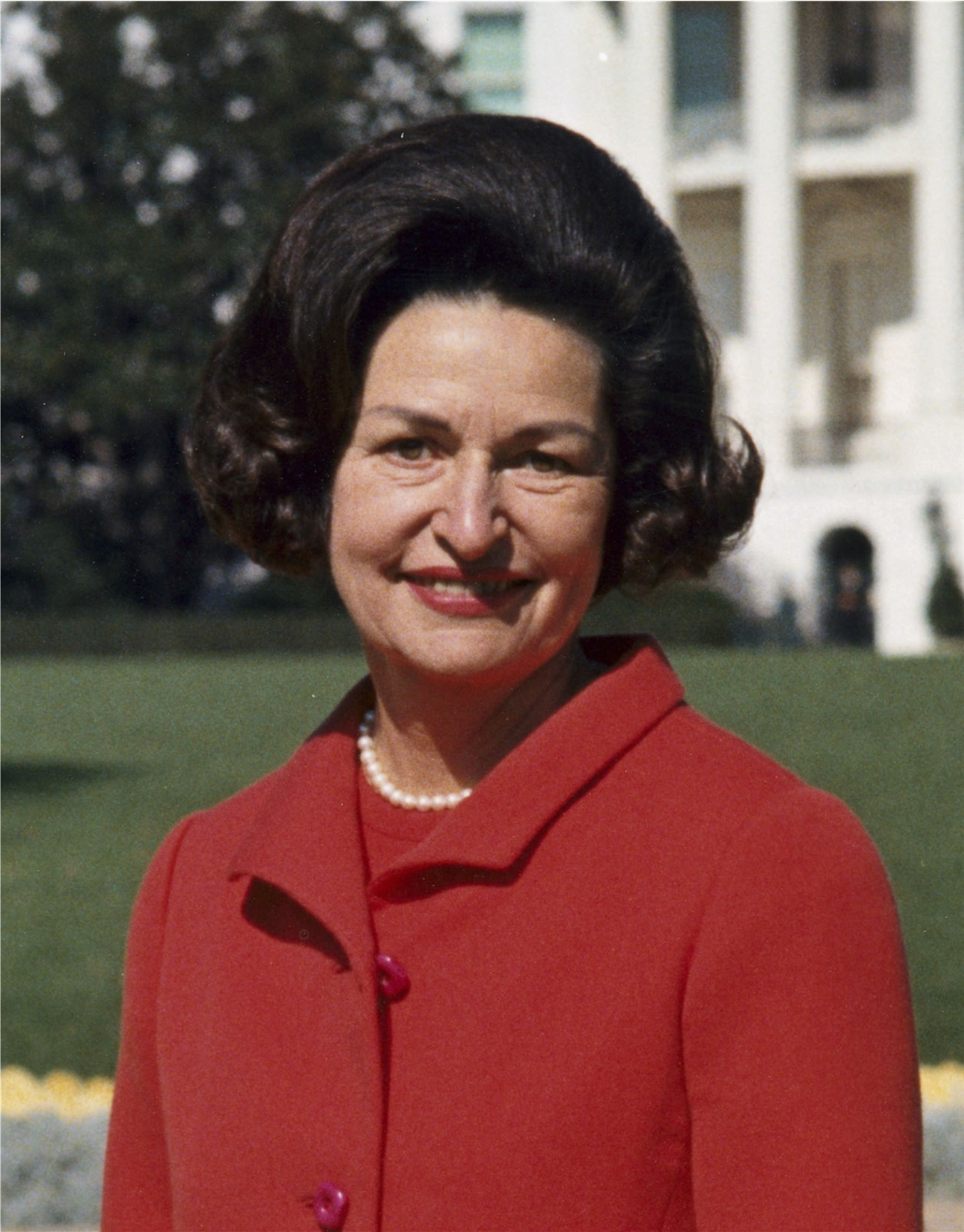
Lady Bird Johnson, esposa de Lyndon B. Johnson. También fue primera dama.
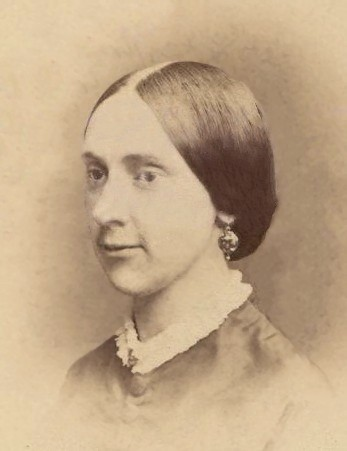
Ellen Hamlin, esposa de Hannibal Hamlin.
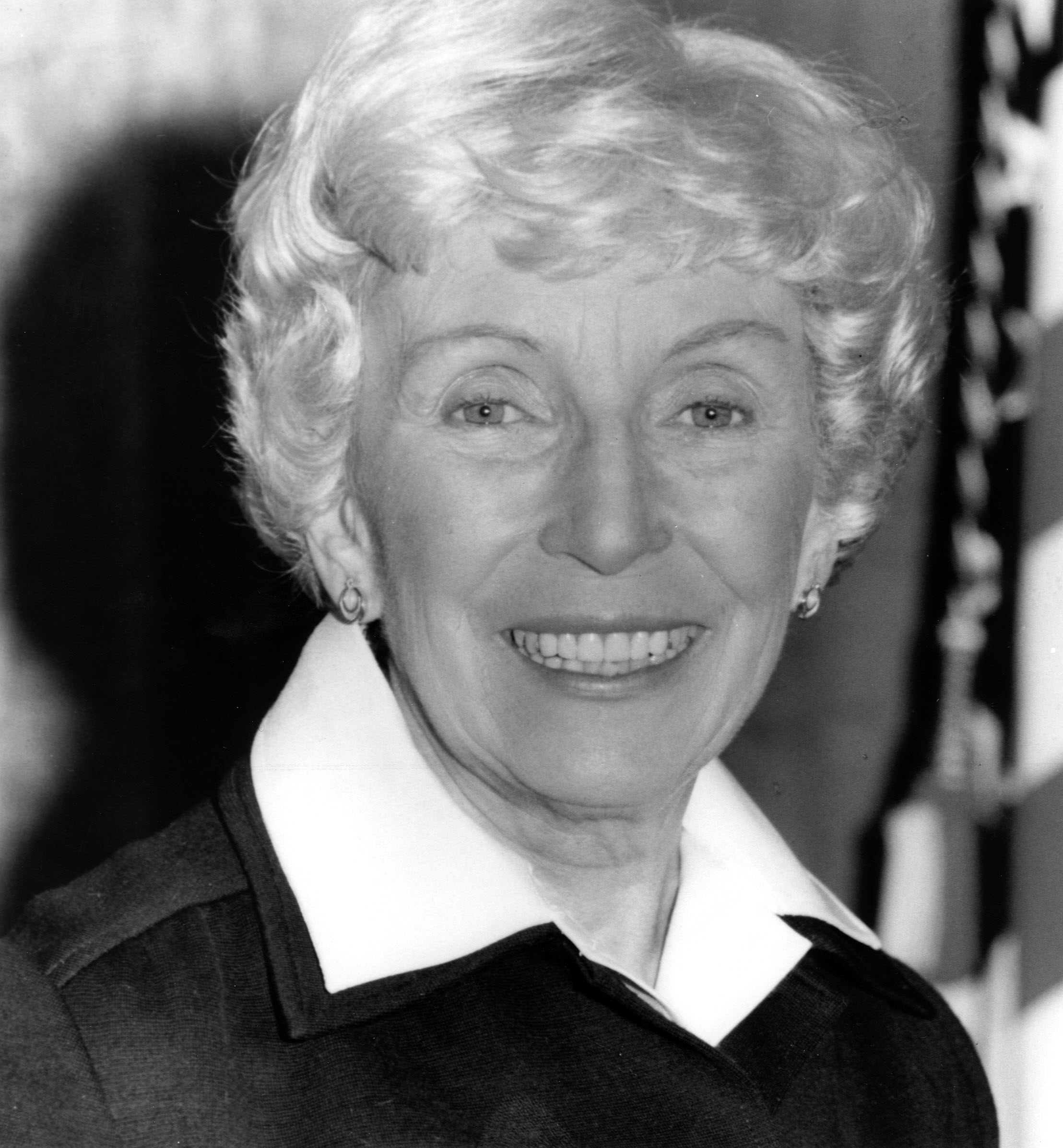
Muriel Humphrey, esposa de Hubert Humphrey. También fue senadora por Minnesota.
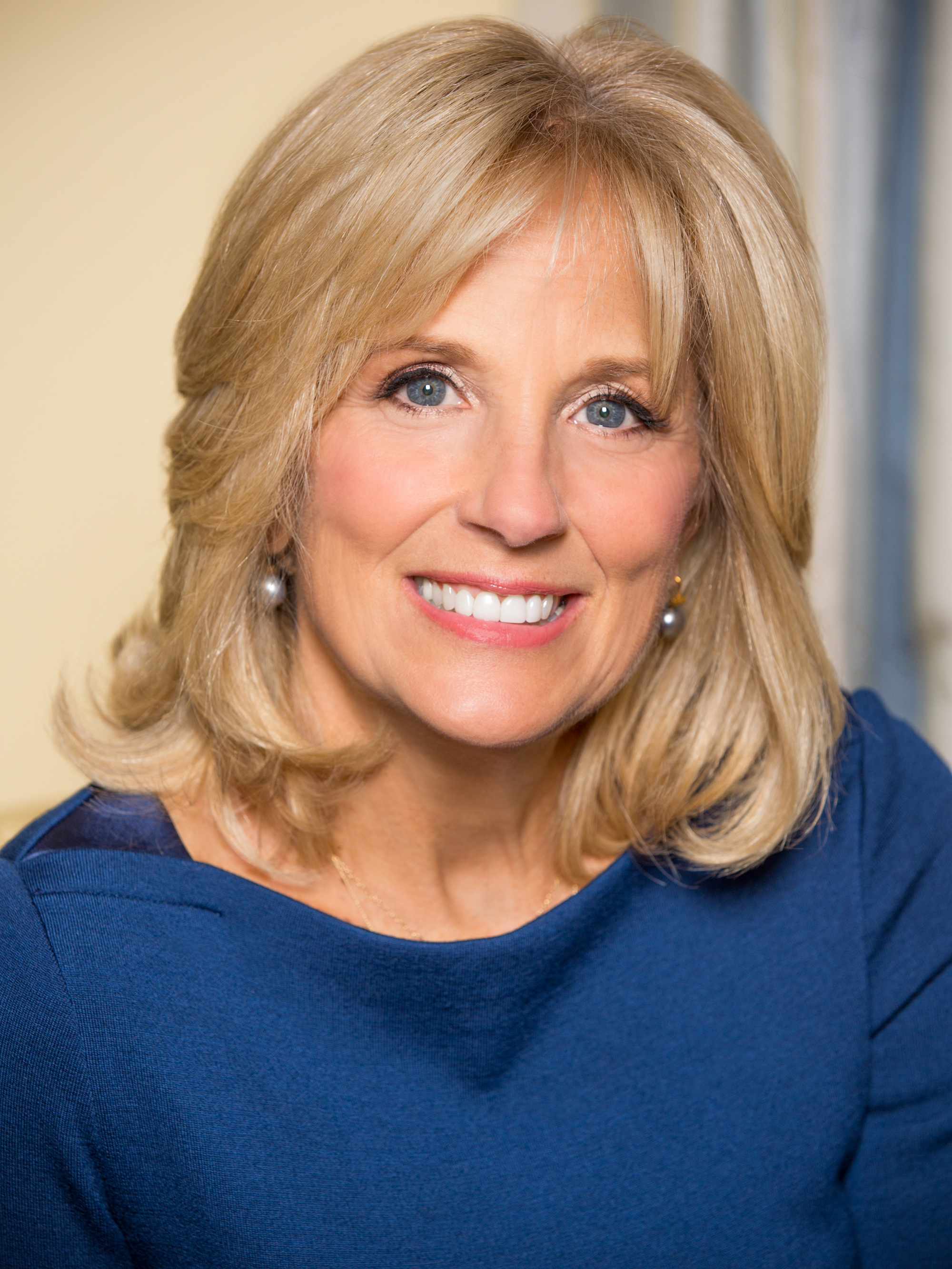
Jill Biden, esposa de Joe Biden. También fue primera dama.
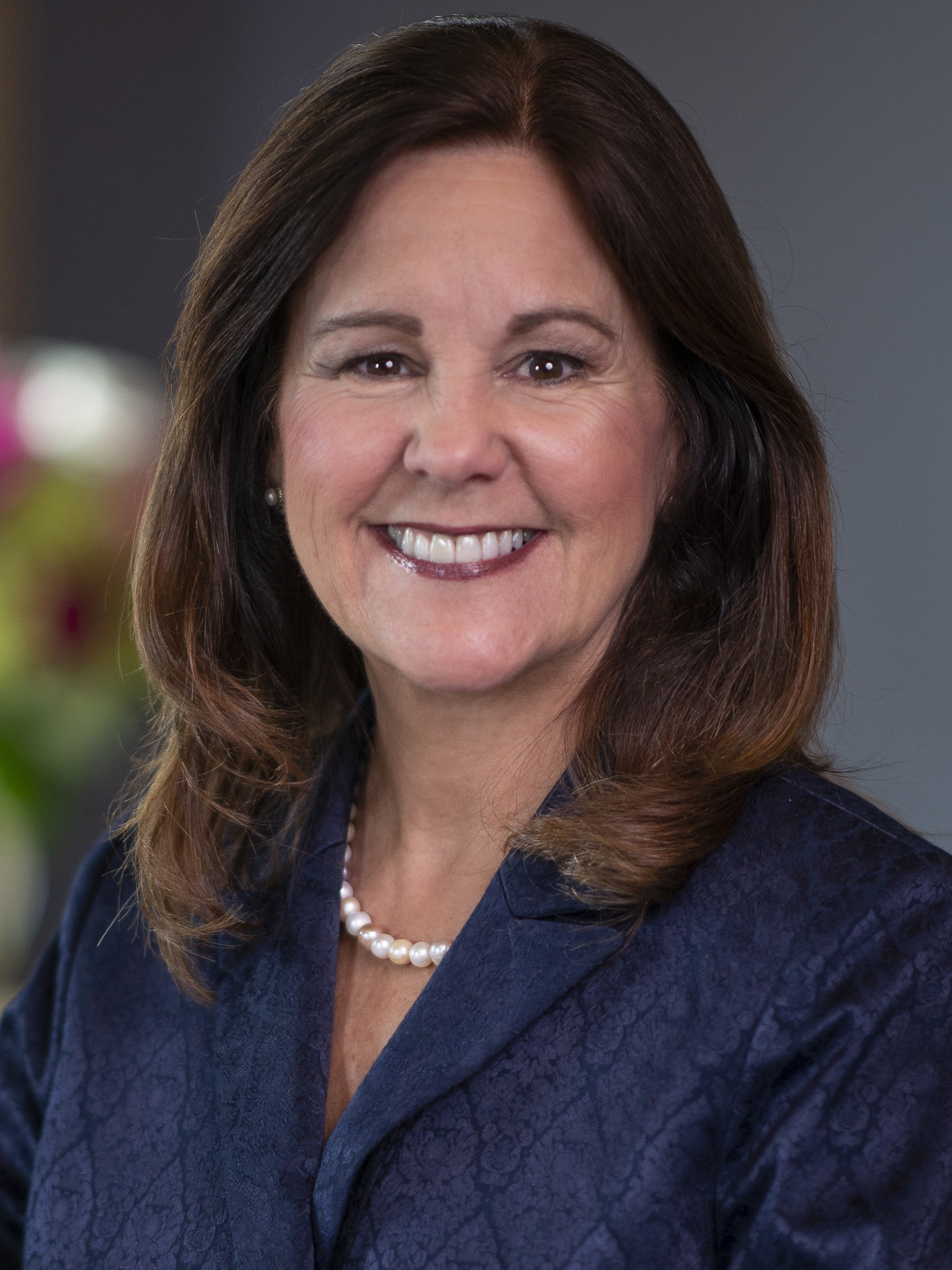
Karen Pence, esposa de Mike Pence.
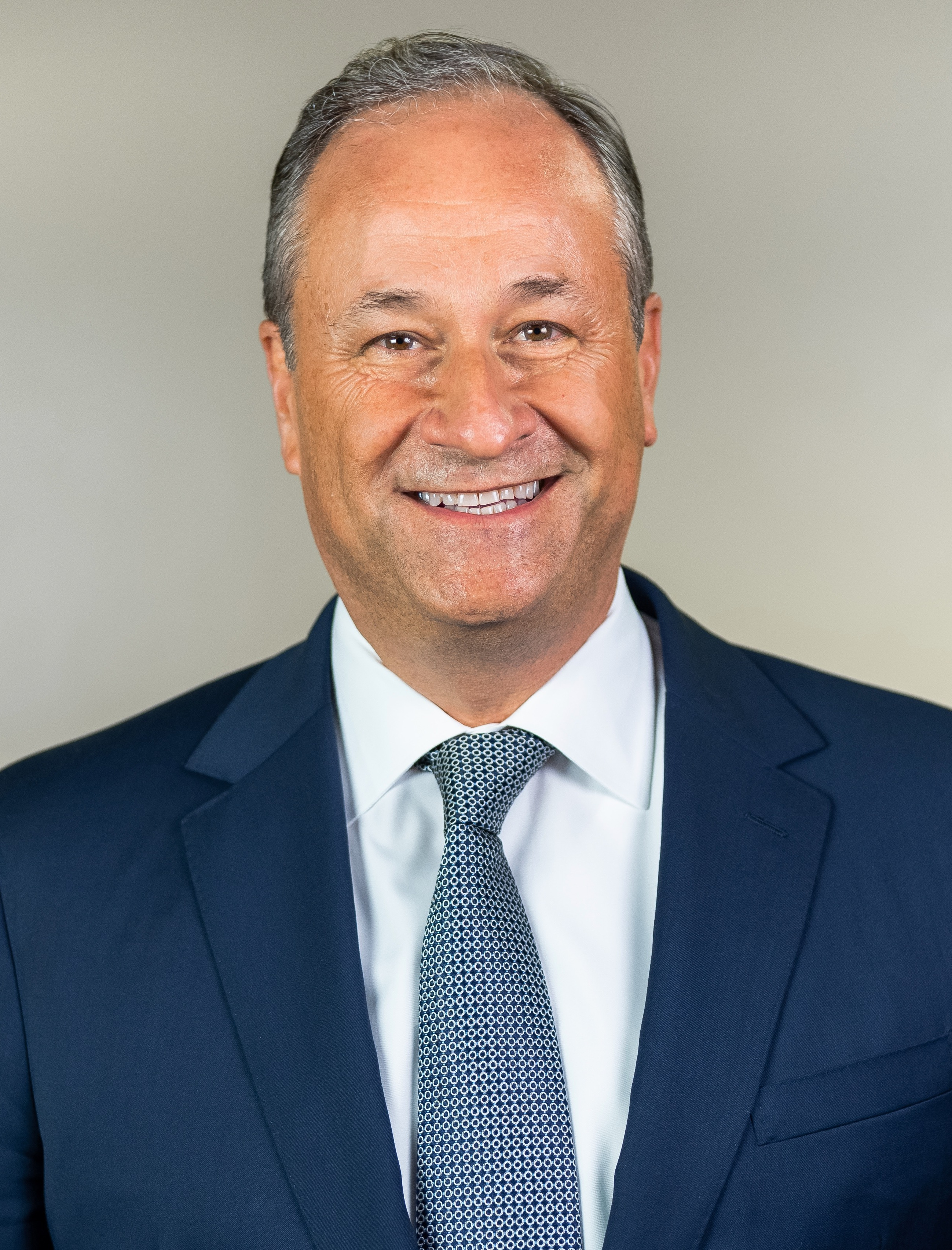
Douglas Emhoff, esposo de Kamala Harris, fue el primer hombre en ser segundo caballero.

## Ex segundas damas vivas
Actualmente hay cinco ex segundas damas vivas que han ejercido desde 1989. La última en fallecer fue la esposa de George H. W. Bush, Barbara Bush (quien fue también primera dama), el 17 de abril de 2018.

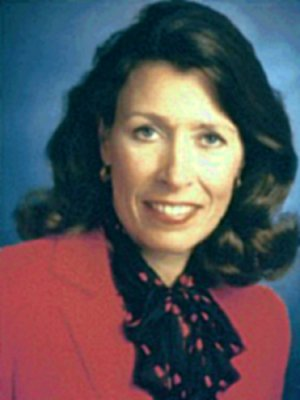
Marilyn Quayle Servicio: 1989–1993 Nació en 1949 (75 años) Esposa de Dan Quayle
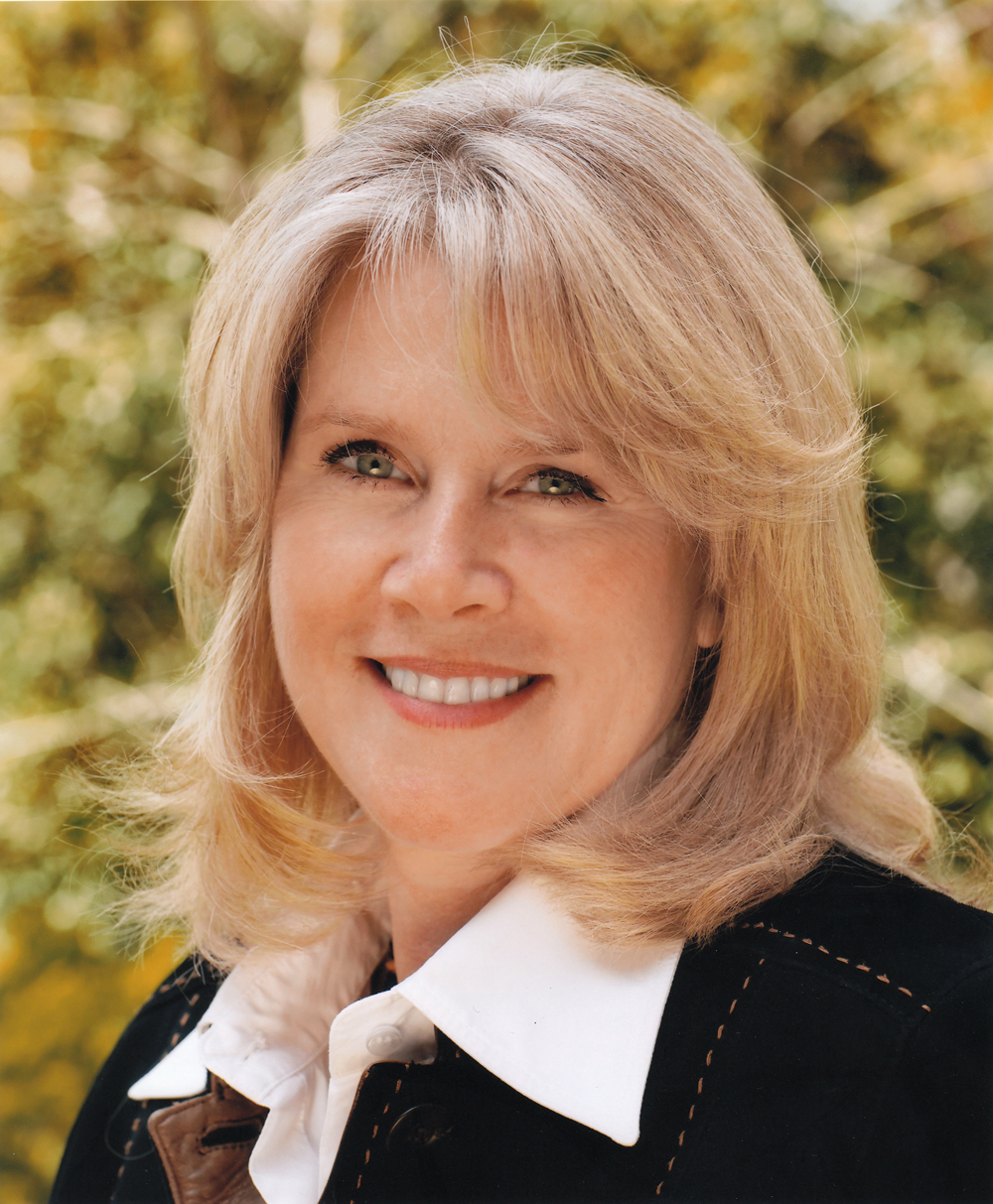
Tipper Gore Servicio: 1993–2001 Nació en 1948 (76 años) Esposa de Al Gore
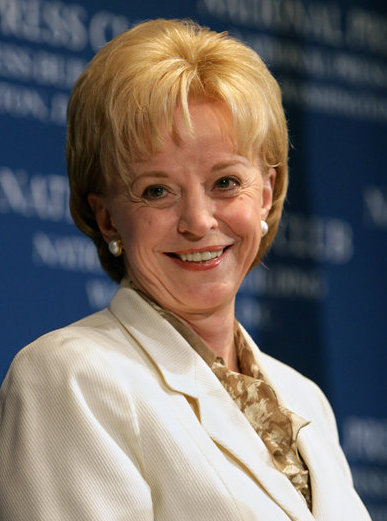
Lynne Cheney Servicio: 2001–2009 Nació en 1941 (83 años) Esposa de Dick Cheney
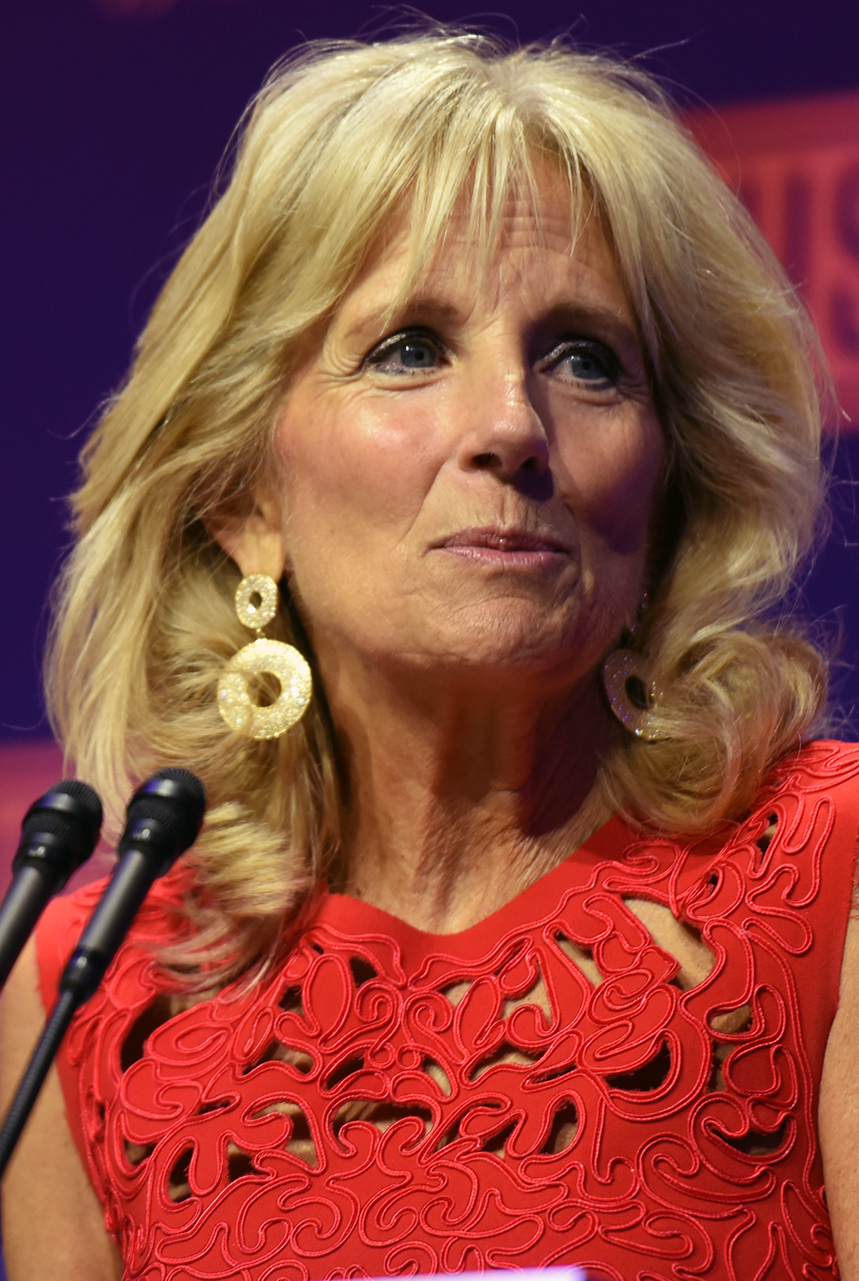
Jill Biden Servicio: 2009–2017 Nació en 1951 (73 años) Esposa de Joe Biden
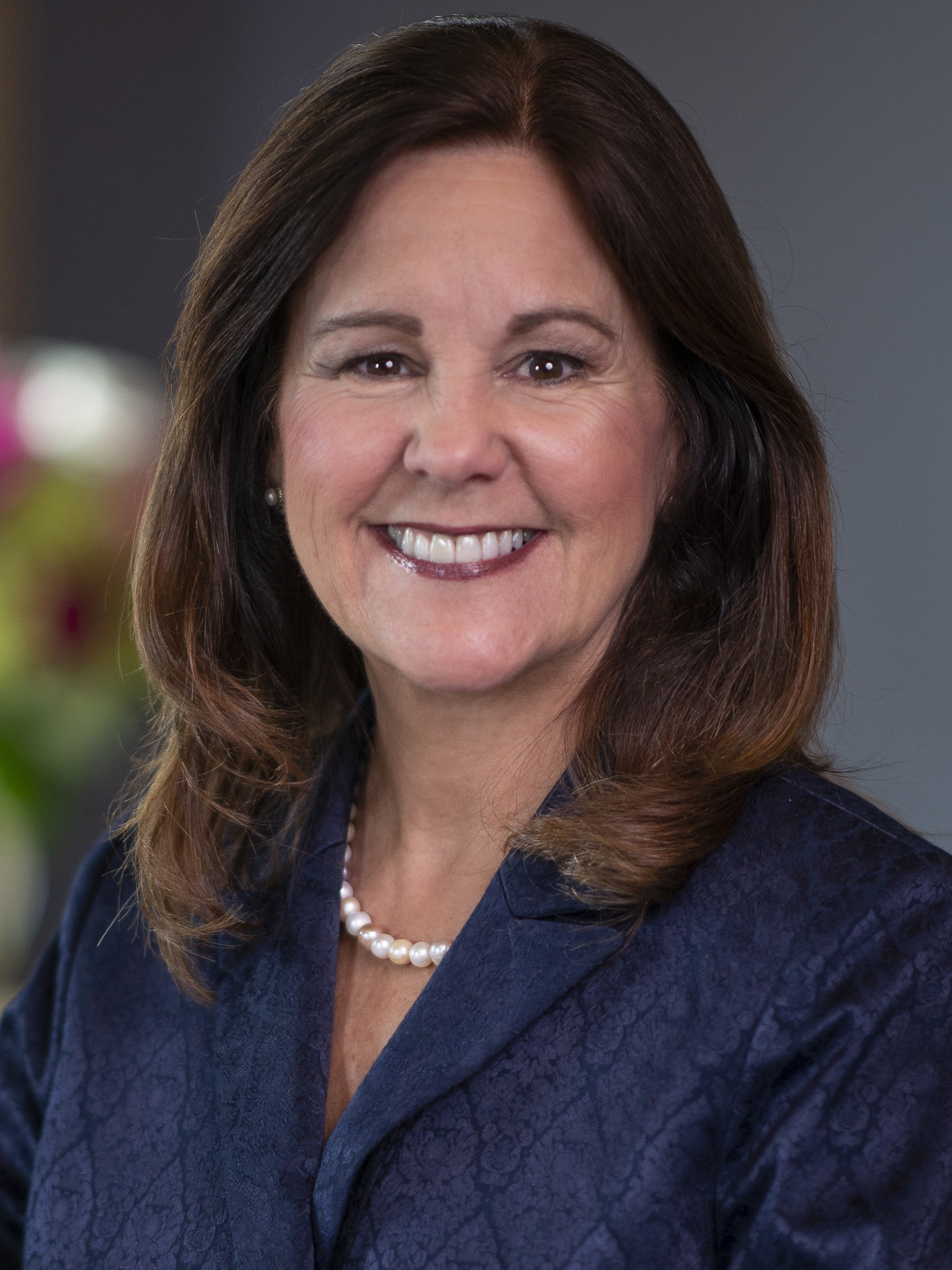
Karen Pence Servicio: 2017–2021 Nació en 1957 (68 años) Esposa de Mike Pence

## Ex segundos caballeros vivos
Actualmente, el único ex segundo caballero de los Estados Unidos, Douglas Emhoff, se halla vivo.

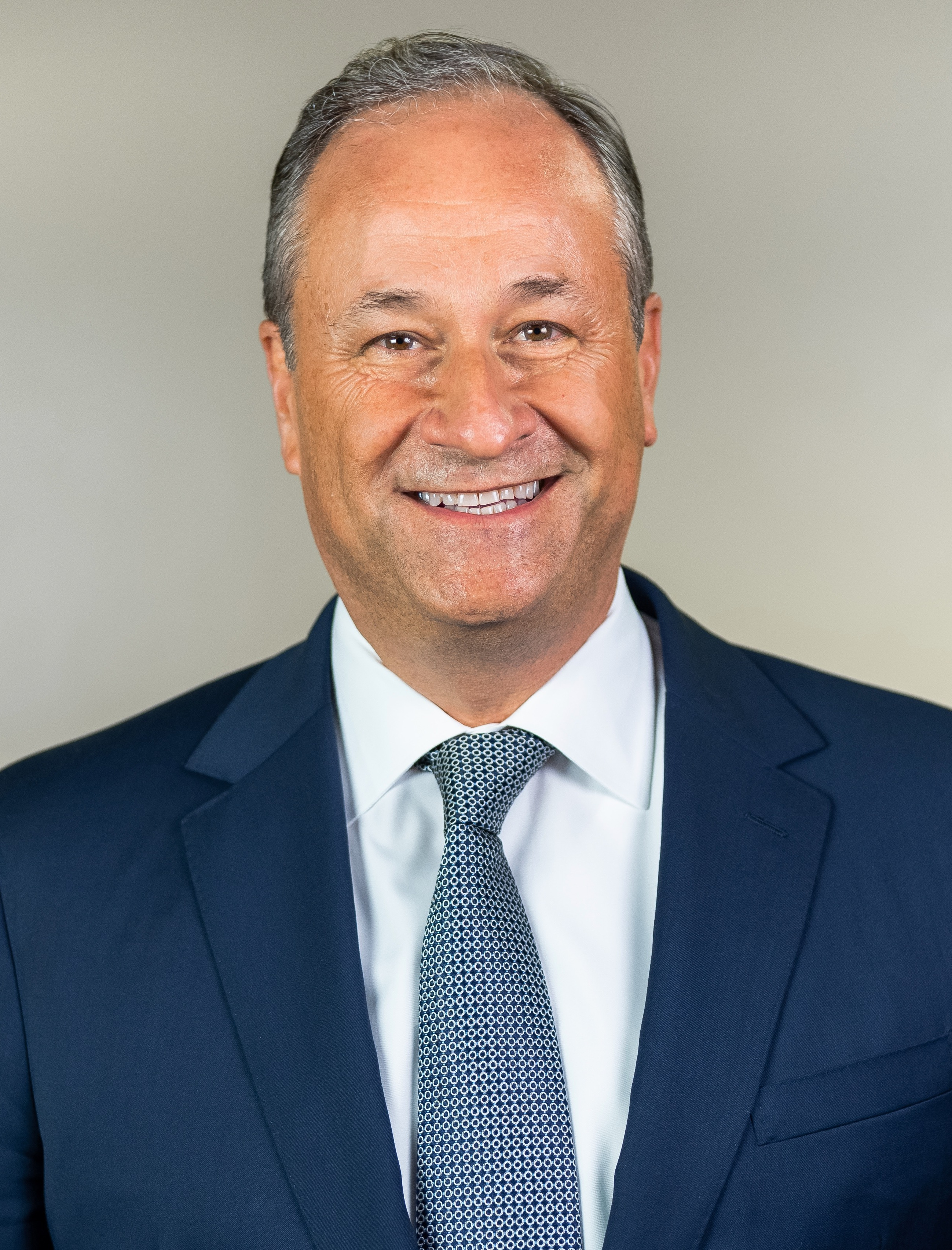
Douglas Emhoff Servicio: 2021–2025 Nació en 1964 (60 años) Esposo de Kamala Harris

### Generales
- «List of Second Ladies of the United States» (en inglés). Famous Why. Archivado desde el original el 20 de septiembre de 2017. Consultado el 15 de noviembre de 2011.

### Específicas
1. ↑  «The Vice President's Residence & Office» (en inglés). The White House. Archivado desde el original el 9 de julio de 2011. Consultado el 8 de julio de 2011.
2. ↑  «Martha Wayles Skelton Jefferson» (en inglés). The White House. Consultado el 19 de noviembre de 2011.
3. ↑  «Aaron Burr» (en inglés). History Valley Forge. Consultado el 22 de noviembre de 2011.
4. ↑  «George Clinton, 4th Vice President (1805-1812)» (en inglés). United States Senate. Consultado el 22 de noviembre de 2011.
5. ↑  «Vice Presidents of the United States -> Elbridge Gerry (1813-1814)» (en inglés). United States Senate. Consultado el 22 de noviembre de 2011.
6. ↑  «Daniel D. Tompkins, 6th Vice President (1817-1825)» (en inglés). United States Senate. Consultado el 22 de noviembre de 2011.
7. ↑  «John C. Calhoun, 7th Vice President (1825-1832)» (en inglés). United States Senate. Consultado el 22 de noviembre de 2011.
8. ↑  «Martin Van Buren, 8th Vice President (1833-1837)» (en inglés). The United States Senate. Consultado el 22 de noviembre de 2011.
9. ↑  «George Mifflin Dallas, 11th Vice President (1845-1849)» (en inglés). The United States Senate. Consultado el 22 de noviembre de 2011.
10. ↑  «John Cabell Breckinridge» (en inglés). Find a Grave. Consultado el 22 de noviembre de 2011.
11. ↑  «Ellen Emery, Mrs. Hannibal Hamlin (1836-1925)» (en inglés). Picture History. Archivado desde el original el 6 de julio de 2008. Consultado el 22 de noviembre de 2011.
12. ↑  «Schuyler Colfax» (en inglés). Find  Grave. Consultado el 22 de noviembre de 2011.
13. ↑  «Vice Presidents of the United States -> Henry Wilson (1873-1875)» (en inglés). The United States Senate. Consultado el 21 de noviembre de 2011.
14. ↑  «Vice Presidents of the United States -> William A. Wheeler (1877-1881)» (en inglés). The United States Senate. Consultado el 21 de noviembre de 2011.
15. ↑  «Ellen Lewis Herndon Arthur» (en inglés). The White House. Archivado desde el original el 19 de abril de 2014. Consultado el 21 de noviembre de 2011.
16. ↑  «Thomas A. Hendricks, 21st Vice President (1885)» (en inglés). United States Senate. Consultado el 21 de noviembre de 2011.
17. ↑  «Levi Parsons Morton, 22nd Vice President (1889-1893)» (en inglés). United States Senate. Consultado el 21 de noviembre de 2011.
18. ↑  «MRS. A.E. STEVENSON DIES» (en inglés). New York Times. Consultado el 21 de noviembre de 2011.
19. ↑  «Jennie Tuttle Hobart (1849-1941)» (en inglés). New Jersey's Women History. Consultado el 21 de noviembre de 2011.
20. ↑  «Vice Presidents of the United States -> Charles W. Fairbanks (1905-1909)» (en inglés). United States Senate. Consultado el 17 de noviembre de 2011.
21. ↑  «Vice Presidents of the United States -> James S. Sherman (1909-1912)» (en inglés). United States Senate. Consultado el 17 de noviembre de 2011.
22. ↑  «Lois Irene Kimsey Marshall» (en inglés). Find a Grave. Consultado el 16 de noviembre de 2011.
23. ↑  «Charles G. Dawes, 30th Vice President (1925-1929)» (en inglés). United States Senate. Consultado el 16 de noviembre de 2011.
24. ↑  «Charles Curtis, 31st Vice President (1929-1933)» (en inglés). United States Senate. Consultado el 16 de noviembre de 2011.
25. ↑  «John Nance Garner Museum - Biography» (en inglés). Briscoe Center. Archivado desde el original el 5 de enero de 2018. Consultado el 16 de noviembre de 2011.
26. ↑  «John Nance Garner Museum - Biography Page 3» (en inglés). Briscoe Center. Archivado desde el original el 31 de mayo de 2017. Consultado el 16 de noviembre de 2011.
27. ↑  «Henry A. Wallace» (en inglés). The Wallace Centers of Iowa. Archivado desde el original el 6 de julio de 2010. Consultado el 16 de noviembre de 2011.
28. ↑  «Senate leaders -> Alben Barkley» (en inglés). United States Senate. Consultado el 15 de noviembre de 2011.
29. ↑  Irvin Molotsky. «Muriel Humphrey Brown, Senator, Dies at 86» (en inglés). The New York Times. Consultado el 15 de noviembre de 2011.
30. ↑  «Spiro T. Agnew, 39th Vice President (1969-1973)» (en inglés). United States Senate. Consultado el 15 de noviembre de 2011.
31. ↑  «The Guarded, Tranquil World Happy Rockefeller Is Giving Up» (en inglés). People. Archivado desde el original el 16 de marzo de 2016. Consultado el 15 de noviembre de 2011.
32. ↑  «Joan Mondale» (en inglés). Minnesota Historical Society. Consultado el 15 de noviembre de 2011.

- Datos: Q280808
- Multimedia: Spouses of Vice Presidents of the United States / Q280808